# П'ятов Олександр Володимирович
Олександр Володимирович П'ятов (нар. 28 липня 1996, Первомайськ, Миколаївська область, Україна) — український футболіст, центральний півзахисник.

## Клубна кар'єра
Народився в місті Первомайськ, Миколаївська область. Вихованець БВУФК (Бровари), перший тренер — Андрій Кривогуз. У ДЮФЛУ, окрім броварського клубу, виступав за білоцерківський «Арсенал».
У 2014 році перейшов до «Галичини» (Великий Дорошів), де спочатку виступав за юнацьку футбольну та юнацьку футзальну команди. Наступного року переведений до першої футбольної команди, яка виступала в чемпіонаті Львівської області. Восени 2015 року перейшав до львівської фктзальної команди «Добрий Вечір». На початку квітня 2016 року перейшов до «Миколаєва», який виступав у чемпіонаті Львівської області.
На початку листопада 2017 року перебрався до «Реал Фарми». У футболці одеського клубу дебютував 5 серпня 2016 року в нічийному (2:2) домашньому поєдинку 3-го туру Другої ліги України проти франківського «Тепловика». Олександр вийшов на поле в стартовому складі, а на 72-ій хвилині його замінив Олександр Машнін. Дебютним голом на професіональному рівні відзначився 19 серпня 2016 року на 84-ій хвилині переможного (4:1) домашнього поєдинку 5-го туру Другої ліги України проти новокаховської «Енергії». П'ятов вийшов на поле в стартовому складі та відіграв увесь матч. У Другій лізі України загалом зіграв 39 матчів (2 голи), ще 3 поєдинки провів за одеський клуб у кубку України. 7 листопада 2017 року «Реал Фарма» розрвав контракт з футболістом.
Наприкінці березня 2018 року став гравцем «Миру». У футболці горностаївського клубу дебютував 31 березня 2018 року в нічийному (0:0) домашньому поєдинку 23-го туру Другої ліги України проти «Нікополя». Олександр вийшов на поле на 76-ій хвилині, замінивши Дениса Бондаренка. У складі «Мира» провів півтора сезони, за цей час у Другій лізі України зіграв 32 матчі, ще 1 поєдинок відіграв у кубку України.
8 липня 2019 року, після успішного перегляду, уклав договір з «Гірником». У футболці криворізького клубу дебютував 27 липня 2019 року в переможному (4:1) домашньому поєдинку 1-го туру групи Б Другої ліги України проти одеського «Чорноморця-2». Олександр вийшов на поле в стартовому складі, а на 69-ій хвилині його замінив Андрій Шмат. У сезоні 2019/20 років зіграв за «Гірник» у Другій лізі 17 матчів, ще 1 поєдинок провів у кубку України. Напередодні старту сезону 2020/21 років став одним з футболістів «Гірника», які перейшли до відродженого «Кривбасу». За нову команду дебютував 26 серпня 2020 року в переможному (4:2) домашньому поєдинку кубку України проти «Черкащини-Академії». П'ятов вийшов на поле в стартовому складі, на 24-ій та 71-ій хвилинах відзначився своїми першими голами в команді, а на 79-ій хвилині його замінив Ігор Яровой. У Другій лізі України дебютував за «Кривбас» 5 вересня 2020 року в переможному (1:0) виїзному поєдинку 1-го туру групи Б проти свого колишнього клубу, одеського «Реал Фарма». Олексій вийшов на поле в стартовому складі, на 36-ій хвилині відзначився своїм першим голом за «Кривбас» у Другій лізі, а на 81-ій хвилині його замінив Андрій Шмат. Допоміг криворіжцям стати срібними призерами групи Б Другої ліги та підвищитися в класі. У Першій лізі України дебютував 25 липня 2021 року в переможному (4:1) домашньому поєдинку 1-го туру  проти донецького «Олімпіка». П'ятов вийшов на поле на 62-ій хвилині, замінивши В'ячеслава Рябова.

## Кар'єра в збірній
Під час виступів за аматорські клуби Львівської області викликався до обласної збірної вище вказаного регіону.